# Tanganoides clarkei
Tanganoides clarkei là một loài nhện trong họ Amphinectidae. Loài này phân bố ở Tasmanië.